# Women's Rugby Super Series
Pour les articles homonymes, voir Coupe du monde de rugby.
Les Women's Rugby Super Series sont une compétition internationale féminine de rugby à XV. Cette compétition, jouée de 2015 à 2019, est ouverte aux quatre puis cinq meilleures nations mondiales.

## Historique
Les Super Series sont créées pour prendre la suite de la Coupe des Nations féminine, une ancienne compétition organisée conjointement entre les États-Unis, l'Angleterre et le Canada de 2008 à 2013.
La première édition des Super Series se déroule au Canada en 2015. Elle est remportée par l'équipe de Nouvelle-Zélande face aux trois autres meilleures sélections mondiales de l'année que sont l'Angleterre, les États-Unis et le Canada.
En 2016, la France remplace l'équipe de Nouvelle-Zélande. La compétition est remportée par le Canada.
En 2017 (es), la compétition n'est pas jouée mais l'Angleterre, l'Australie, le Canada et la Nouvelle-Zélande s'affrontent en Nouvelle-Zélande lors des International Rugby Women's Series du 9 au 17 juin en préparation de la Coupe du monde.
Après deux ans d'absence, la compétition revient en 2019 à San Diego aux États-Unis et passe de quatre à cinq équipes.

## Palmarès

### Par édition
| Année | Lieu                       | Vainqueur        | Deuxième   | Troisième  |
| ----- | -------------------------- | ---------------- | ---------- | ---------- |
| 2015  | Calgary, Canada            | Nouvelle-Zélande | Angleterre | États-Unis |
| 2016  | Salt Lake City, États-Unis | Canada           | Angleterre | France     |
| 2019  | San Diego, États-Unis      | Nouvelle-Zélande | Angleterre | France     |

### Par nation
| Rang | Équipe           | Éditions remportées | Deuxièmes places   | Troisièmes places | Participations |
| ---- | ---------------- | ------------------- | ------------------ | ----------------- | -------------- |
| 1    | Nouvelle-Zélande | · 2015, 2019        |                    |                   | 2              |
| 2    | Canada           | · 2016              |                    |                   | 3              |
| 3    | Angleterre       |                     | · 2015, 2016, 2019 |                   | 3              |
| 4    | France           |                     |                    | · 2016, 2019      | 2              |
| 5    | États-Unis       |                     |                    | · 2015            | 3              |